# Lipovník (Nitra)
|  | No s'ha de confondre amb Lipovník (Košice). |

Lipovník és un poble i municipi d'Eslovàquia que es troba a la regió de Nitra, al sud-oest del país.
Està situat al nord de la regió, prop del riu Nitra (conca hidrogràfica del Danubi) i de la frontera amb les regions de Trnava i Trenčín.

## Història
La primera menció escrita de la vila es remunta al 1283.

## Demografia
| Godina             | 1994 | 2004   | 2014   | 2024   |
| ------------------ | ---- | ------ | ------ | ------ |
| Nombre de persones | 345  | 332    | 324    | 309    |
| Diferència         |      | −3,76% | −2,40% | −4,62% |

| Godina             | 2023 | 2024   |
| ------------------ | ---- | ------ |
| Nombre de persones | 311  | 309    |
| Diferència         |      | −0,64% |